# جاكي بيريرا
جاكي بيريرا (بالإنجليزية: Jackie Pereira)‏ هي لاعب هوكي الحقل أسترالية، ولدت في 29 أكتوبر 1964 في برث في أستراليا.

## وصلات خارجية
- جاكي بيريرا على موقع أوليمبيديا (الإنجليزية)
- جاكي بيريرا على موقع اللجنة الأولمبية الأسترالية (الإنجليزية)
- جاكي بيريرا على موقع قاعة أستراليا للمشاهير الرياضية (الإنجليزية)